# ジョッフル (空母)
|          |                                               |
| 艦歴     |                                               |
| 発注     |                                               |
| 起工     | 1938年11月26日                                |
| 進水     |                                               |
| 就役     |                                               |
| 退役     |                                               |
| その後   | 1940年に建造中止                              |
| 除籍     |                                               |
| 性能諸元 |                                               |
| 排水量   | 基準 18,000トン                               |
| 全長     | 236.6 m                                       |
| 全幅     | 24.6 m                                        |
| 吃水:    | 6.6 m                                         |
| 機関     | 125,000 hp                                    |
| 最大速   | 33ノット                                      |
| 航続距離 | 7,800海里（20ノット巡航時）                   |
| 兵員     | 1,251名                                       |
| 兵装     | 13cm連装砲×4 37mm連装機銃×4 13.2mm4連装機銃×6 |
| 搭載機   | 40（戦闘機15基、攻撃機25機）                  |

ジョッフル(Joffre)は、フランス海軍の航空母艦。ジョッフル級の1番艦。艦名はジョゼフ・ジョッフルに因む。艦は1938年に起工したが、完成しなかった。

## 設計等
「ベアルン」の運用経験後、フランス海軍は2隻の正規空母の建造を決定した。ワシントン海軍軍縮条約で空母に割ける排水量は一隻辺り18,000トンに制限され、軽巡洋艦2隻分のそれに匹敵するものであった。
兵装は艦橋の前後に両用砲が装備され、いくつかの対空機銃が装備された。飛行甲板は巨大な艦橋と重量を均衡させるため、左舷にオフセットしていた。また、外部リフト1基が飛行甲板後部に設置される予定であり、飛行甲板は船尾楼の前までであった。もう1基のリフトはT字型の形状に艦橋の前に設置される予定であった。格納庫は2段式で、上部格納庫は 159x21m 、下部格納庫は 70x16m の広さであった。船体規模は中型空母であるが、格納庫の長さが短く、搭載機数は小型空母程度であった。
艦は15機のドボワチン D.790 戦闘機（D.520の海軍版）および25機のブレゲー 810 攻撃機（ブレゲー 693 の海軍版）を含む、約40機の航空隊を搭載予定であった。

## 艦歴
「ジョッフル」は1938年11月26日にサン・ナゼール、ペノエ造船所で起工した。しかし建造は第二次世界大戦の勃発により遅れ、1940年6月のナチス・ドイツのフランス侵攻により結局中止された。この時点で工事の進捗率は28%であった。組み立てられた船体は、ドックでその後解体された。
いくつかの資材および設備は姉妹艦の「パンルヴェ」に転用されることとなった。しかし「パンルヴェ」は起工することはなかった。